# James Worrall
James „Jim“ Worrall (* 23. Juni 1914 in Bury, England; † 9. Oktober 2011 in Toronto) war ein kanadischer Hürdenläufer und Sportfunktionär britischer Herkunft.

## Sportliche Laufbahn
1934 gewann er bei den British Empire Games in London Silber über 120 Yards Hürden und wurde Vierter über 440 Yards Hürden.
Bei den Olympischen Spielen 1936 in Berlin schied er sowohl über 110 m Hürden wie auch über 400 m Hürden im Vorlauf aus.
1933 wurde er Kanadischer Meister im Hochsprung und 1934 über 440 Yards Hürden.

## Administrative Karriere
Von 1964 bis 1968 war er Präsident des Canadian Olympic Committee. Von 1967 bis 1989 gehörte er dem Internationalen Olympischen Komitee (IOC) an. 1989 wurde er IOC-Ehrenmitglied.
1976 wurde er als Officer of the Order of Canada geehrt und 1987 in die Hall of Fame des kanadischen Sports aufgenommen.

## Persönliche Bestzeiten
- 120 Yards Hürden: 15,0 s, 1935
- 440 Yards Hürden: 54,9 s, 30. August 1934, Montreal (entspricht 54,6 s über 400 m Hürden)

## Veröffentlichungen
- My Olympic Journey: Sixty Years with Canadian Sport and the Olympic Games. Canadian Olympic Association, 2000, ISBN 0968771807